# 클리퍼드 군
이차 형식 이론에서, 클리퍼드 군(Clifford群, 영어: Clifford group)은 클리퍼드 대수의 특별한 가역원들로 구성되는 군이며, 직교군의 특정한 확대이다.

## 정의

### 국소 동차 원소
가환환 {\displaystyle K}가 주어졌을 때, {\displaystyle \mathbb {Z} /2}-등급 {\displaystyle K}-대수 {\displaystyle A}의 원소 {\displaystyle a\in A}에 대하여 다음 세 조건이 서로 동치이며, 이를 만족시키는 원소를 국소 동차 원소(영어: locally homogeneous element)라고 한다.:233, Lemma 5.1.4:149, §III.6.1
- {\displaystyle (1-k)a\in A_{0}}, {\displaystyle ka\in A_{1}}인 원소 {\displaystyle k\in K}가 존재한다.
- 모든 소 아이디얼 {\displaystyle {\mathfrak {p}}\in \operatorname {Spec} K}에 대하여, {\displaystyle a\in A\otimes _{K}K_{\mathfrak {p}}}는 동차 원소이다. 여기서 {\displaystyle \operatorname {Spec} K}는 환의 스펙트럼이며, {\displaystyle K_{\mathfrak {p}}}는 {\displaystyle K\setminus {\mathfrak {p}}}에서의 가환환의 국소화이다.
- 모든 극대 아이디얼 {\displaystyle {\mathfrak {m}}}에 대하여, {\displaystyle a\in A\otimes _{K}K_{\mathfrak {m}}}는 동차 원소이다. 여기서 {\displaystyle K_{\mathfrak {m}}}는 {\displaystyle K\setminus {\mathfrak {m}}}에서의 가환환의 국소화이다.

(물론 {\displaystyle K}가 체인 경우, 모든 국소 동차 원소는 동차 원소이다.) 국소 동차 원소들은 곱셈에 대하여 닫혀 있으며, 만약 가역원이라면 그 역원 역시 국소 동차 원소이다. 따라서 국소 동차 가역원들의 군 {\displaystyle A_{\text{lh}}^{\times }}은 {\displaystyle A}의 가역원군 {\displaystyle A^{\times }}의 부분군을 이룬다.
{\displaystyle A_{0}^{\times }\subseteq A_{\text{lh}}^{\times }\subseteq A^{\times }}
국소 동차 가역원 {\displaystyle a\in A_{\text{lh}}^{\times }}가 주어졌으며, {\displaystyle k\in K}가 위 조건에 의하여 존재하는 환 원소라고 할 때, {\displaystyle A=(1-k)A\oplus kA}이며, 다음과 같은 {\displaystyle A}-자기 동형을 정의할 수 있다.:234:158, §III.6.5
{\displaystyle \Theta _{a}\colon A\to A}
{\displaystyle \Theta _{a}\colon b\mapsto (1-k)xax^{-1}+kx\alpha (a)x^{-1}}
여기서
{\displaystyle \alpha \colon (a_{0}+a_{1})\mapsto (a_{0}-a_{1})\qquad \forall a_{0}\in A_{0},a_{1}\in A_{1}}
는 {\displaystyle \mathbb {Z} /2} 등급에 의하여 정의되는 자기 동형이다.

### 클리퍼드 군
가환환 {\displaystyle K} 위의 클리퍼드 대수 {\displaystyle \operatorname {Cliff} (V,Q)}의 클리퍼드 군(영어: Clifford group)
{\displaystyle \Gamma (V,Q;K)\subseteq (\operatorname {Cliff} (V,Q))_{\text{lh}}^{\times }}
은 다음과 같은 원소 {\displaystyle x\in \operatorname {Cliff} (V,Q)}로 구성된, 가역원군의 부분군이다.:228, §IV.6.1
- {\displaystyle x}는 가역원이며 국소 동차 원소이다.
- {\displaystyle \Theta _{x}(V)\subseteq V}이다.
- 모든 {\displaystyle v\in V}에 대하여, {\displaystyle Q(\Theta _{x}(v))=Q(v)}이다.

즉, 클리퍼드 군은 클리퍼드 군의 가역원군 속의, 직교 변환을 정의하는 원소이다.
가환환 {\displaystyle K} 위의 클리퍼드 대수 {\displaystyle \operatorname {Cliff} (V,Q)}의 특수 클리퍼드 군(영어: special Clifford group)
{\displaystyle \operatorname {S\Gamma } (V,Q;K)\subseteq \Gamma (V,Q;K)\subseteq \operatorname {Cliff} (V,Q)^{\times }}
은 다음과 같다.:228, §IV.6.1
{\displaystyle \operatorname {S\Gamma } (V,Q;K)=\Gamma (V,Q;K)\cap \operatorname {Cliff} _{0}(V,Q;K)}
즉, 특수 클리퍼드 군은 클리퍼드 군 가운데, 짝수 등급을 갖는 부분군이다.

### 스핀 군과 핀 군
클리퍼드 군 {\displaystyle \Gamma (V,Q;K)}의 원소 가운데, 다음과 같은 부분군을 핀 군(영어: pin group)이라고 한다.:230, §IV.6.2
{\displaystyle \operatorname {Pin} (V,Q;K)=\left\{x\in \Gamma (V,Q;K)\colon \alpha (x)x=1\right\}}
마찬가지로, 다음과 같은 부분군을 스핀 군(영어: spin group)이라고 한다.:230, §IV.6.2
{\displaystyle \operatorname {Spin} (V,Q;K)=\operatorname {Pin} (V,Q;K)\cap \operatorname {S\Gamma } (V,Q;K)}

## 성질
임의의 가환환 {\displaystyle K} 위의 가군 {\displaystyle V} 위의 이차 형식 {\displaystyle Q}에 대하여, 다음과 같은 포함 관계가 성립한다.
{\displaystyle {\begin{matrix}\operatorname {Spin} (V,Q;K)&\subset &\operatorname {Pin} (V,Q;K)\\\cap &&\cap \\\operatorname {S\Gamma } (V,Q;K)&\subset &\operatorname {\Gamma } (V,Q;K)\\\cap &&\cap \\\operatorname {Cliff} _{0}(V,Q;K)^{\times }&\subset &\operatorname {Cliff} (V,Q;K)^{\times }\end{matrix}}}

### 체 위의 클리퍼드 군
{\displaystyle K}가 체라고 하고, {\displaystyle V}가 그 위의 유한 차원 벡터 공간이며, {\displaystyle Q}가 그 위의 비퇴화 이차 형식이라고 하자. 그렇다면, 다음과 같은 가환 그림이 존재하며, 이 그림의 모든 행과 열은 {\displaystyle K}-대수군의 짧은 완전열을 이룬다.
{\displaystyle {\begin{matrix}&&1&&1&&1\\&&\downarrow &&\downarrow &&\downarrow \\1&\to &\mu _{2}(K)&\to &K^{\times }&\to &(K^{\times })^{2}&\to &1\\&&\downarrow &&\downarrow &&\downarrow \\1&\to &\operatorname {Pin} (V,Q;K)&\to &\operatorname {\Gamma } (V,Q;K)&\to &K^{\times }&\to &1\\&&\downarrow &&\downarrow &&\downarrow \\1&\to &\operatorname {\Omega } (V,Q;K)&\to &\operatorname {O} (V,Q;K)&\to &K^{\times }/(K^{\times })^{2}&\to &1\\&&\downarrow &&\downarrow &&\downarrow \\&&1&&1&&1\end{matrix}}}
여기서
- {\displaystyle \mu _{2}(K)=\{a\in K^{\times }\colon a^{2}=1\}}은 {\displaystyle K}에서 1의 제곱근의 대수군이다. 만약 {\displaystyle K}의 표수가 2라면 이는 자명군이며, 아니라면 이는 크기 2의 순환군이다.
- {\displaystyle (K^{\times })^{2}\subseteq K^{\times }}는 {\displaystyle K^{\times }} 속의 제곱수들의 부분군이다. 몫군 {\displaystyle K^{\times }/(K^{\times })^{2}}는 {\displaystyle K}의 제곱 유군이다.
- 준동형 {\displaystyle \Gamma (V,Q;K)\to K^{\times }}은 스피너 노름이다. 마찬가지로 {\displaystyle \operatorname {O} (V,Q;K)\to K^{\times }/(K^{\times })^{2}} 역시 (클리퍼드 군의 원소의 동치류에 대하여 정의되는, 제곱 유군 값을 갖는) 스피너 노름이다.
- {\displaystyle \operatorname {\Omega } (V,Q;K)\subseteq \operatorname {O} (V,Q;K)}는 스피너 노름이 1인 원소로 구성되는, 직교군 {\displaystyle \operatorname {O} (V,Q;K)}의 부분군이다.
- 준동형 {\displaystyle \operatorname {\Gamma } (V,Q;K)\to \operatorname {O} (V,Q;K)}는 클리퍼드 군의 {\displaystyle V} 위의 자연스러운 작용을 통해 정의된다. {\displaystyle \operatorname {Pin} (V,Q;K)\to \operatorname {\Omega } (V,Q;K)} 역시 마찬가지다.

위 그림에서 모두 짝수 등급 원소로 국한하여 다음과 같은 가환 그림을 얻을 수 있다.
{\displaystyle {\begin{matrix}&&1&&1&&1\\&&\downarrow &&\downarrow &&\downarrow \\1&\to &\mu _{2}(K)&\to &K^{\times }&\to &(K^{\times })^{2}&\to &1\\&&\downarrow &&\downarrow &&\downarrow \\1&\to &\operatorname {Spin} (V,Q;K)&\to &\operatorname {S\Gamma } (V,Q;K)&\to &K^{\times }&\to &1\\&&\downarrow &&\downarrow &&\downarrow \\1&\to &\operatorname {S\Omega } (V,Q;K)&\to &\operatorname {SO} (V,Q;K)&\to &K^{\times }/(K^{\times })^{2}&\to &1\\&&\downarrow &&\downarrow &&\downarrow \\&&1&&1&&1\end{matrix}}}
(스)핀 군과 (특수) 직교군 사이의 관계는 다음과 같다.
{\displaystyle {\begin{matrix}&&1&&1\\&&\downarrow &&\downarrow \\1&\to &\mu _{2}(K)&\to &\mu _{2}(K)&\to &1\\&&\downarrow &&\downarrow &&\downarrow \\1&\to &\operatorname {Spin} (V,Q;K)&\to &\operatorname {Pin} (V,Q;K)&\to &\mathbb {Z} /2&\to &1\\&&\downarrow &&\downarrow &&\downarrow \\1&\to &\operatorname {S\Omega } (V,Q;K)&\to &\operatorname {\Omega } (V,Q;K)&\to &\mathbb {Z} /2&\to &1\\&&\downarrow &&\downarrow &&\downarrow \\&&1&&1&&1\end{matrix}}}
마찬가지로, (특수) 클리퍼드 군과 (특수) 직교군 사이의 관계는 다음과 같다.
{\displaystyle {\begin{matrix}&&1&&1\\&&\downarrow &&\downarrow \\1&\to &K^{\times }&\to &K^{\times }&\to &1\\&&\downarrow &&\downarrow &&\downarrow \\1&\to &\operatorname {S\Gamma } (V,Q;K)&\to &\operatorname {\Gamma } (V,Q;K)&\to &\mathbb {Z} /2&\to &1\\&&\downarrow &&\downarrow &&\downarrow \\1&\to &\operatorname {SO} (V,Q;K)&\to &\operatorname {O} (V,Q;K)&\to &\mathbb {Z} /2&\to &1\\&&\downarrow &&\downarrow &&\downarrow \\&&1&&1&&1\end{matrix}}}
여기서
- {\displaystyle \operatorname {\Gamma } (V,Q;K)\to \mathbb {Z} /2}는 딕슨 불변량이며, {\displaystyle \operatorname {Pin} (V,Q;K)\to \mathbb {Z} /2}는 그 제한이다.
- {\displaystyle \operatorname {O} (V,Q;K)\to \mathbb {Z} /2}는 (클리퍼드 군의 원소의 동치류에 대하여 잘 정의되는) 딕슨 불변량이며, {\displaystyle \operatorname {SO} (V,Q;K)\to \mathbb {Z} /2}는 그 제한이다.

### 실수 계수
{\displaystyle K=\mathbb {R} }이며, {\displaystyle V}가 {\displaystyle n}차원 실수 벡터 공간이며, {\displaystyle Q}가 비퇴화 이차 형식일 때, {\displaystyle \operatorname {Cliff} (p,q;\mathbb {R} )}의 가역원군 {\displaystyle \operatorname {Cliff} (p,q;\mathbb {R} )^{\times }}은 {\displaystyle 2^{n}}차원 리 군을 이룬다. 만약 {\displaystyle Q}가 음의 정부호 이차 형식이라면, {\displaystyle \Gamma (0,n;\mathbb {R} )}는 두 개의 연결 성분을 가지며, 단위원을 포함하는 성분 {\displaystyle \Gamma _{0}(V,Q;\mathbb {R} )}는 지표 2의 부분군이다. 또한, 다음과 같은 군의 짧은 완전열이 존재한다.
{\displaystyle 1\to \mathbb {R} ^{\times }\to \operatorname {\Gamma } (0,n;\mathbb {R} )\to \operatorname {O} (n;\mathbb {R} )\to 1}
{\displaystyle 1\to \mathbb {R} ^{\times }\to \operatorname {S\Gamma } (0,n;\mathbb {R} )\to \operatorname {SO} (n;\mathbb {R} )\to 1}
즉, {\displaystyle \Gamma (0,n;\mathbb {R} )}는 {\displaystyle n(n-1)/2+1}차원 리 군이다. 전체 가역원군 {\displaystyle \operatorname {Cliff} (0,n;\mathbb {R} )^{\times }}은 {\displaystyle 2^{n}}차원 리 군이므로, 이는 여차원 {\displaystyle 2^{n}-n(n-1)/2-1}의 부분군이다.

### 직교군과의 관계
정의에 따라, 클리퍼드 군 {\displaystyle \Gamma (V,Q;K)}는 {\displaystyle V} 위의 {\displaystyle K}-선형 표현을 갖는다. 이 작용은 이차 형식 {\displaystyle Q}를 보존하며, 따라서 직교군
{\displaystyle \operatorname {O} (V,Q;K)=\{f\in \operatorname {End} _{K}(V)\colon Q\circ f=Q\}}
으로 가는 다음과 같은 군 준동형이 존재한다.
{\displaystyle \Gamma (V,Q;K)\to \operatorname {O} (V,Q;K)}
클리퍼드 군 {\displaystyle \Gamma (V,Q;K)}는 {\displaystyle \{v\in V\colon Q(v)\in K^{\times }\}}를 부분 집합으로 포함한다 ({\displaystyle K^{\times }}는 {\displaystyle K}의 가역원군). 이 경우
{\displaystyle v^{-1}={\frac {v}{Q(v)}}}
{\displaystyle vu\alpha (v)^{-1}=-{\frac {vuv}{Q(v)}}={\frac {v^{2}u-v(Q(u+v)-Q(u)-Q(v))}{Q(v)}}=u-v{\frac {Q(u+v)-Q(u)-Q(v)}{Q(v)}}\qquad \forall u\in V}
이다. 즉, {\displaystyle v\in V}의 작용은 {\displaystyle u}를 축 {\displaystyle v}에 대하여 반사시키는 것이다.

### 딕슨 불변량
{\displaystyle K}가 체이며, {\displaystyle V}가 유한 차원 벡터 공간이며, {\displaystyle Q}가 비퇴화 이차 형식이라고 하자. 핀 군 위에는 다음과 같은 딕슨 불변량(영어: Dickson invariant)이라는 군 준동형이 존재한다.
{\displaystyle D\colon \operatorname {Pin} (V,Q;K)\to \mathbb {Z} /2}
{\displaystyle D\colon x\mapsto \operatorname {rank} (u\mapsto u-xu\alpha (x)^{-1}){\bmod {2}}}
즉, 이는 {\displaystyle u}로 인하여 생성되는 {\displaystyle V}-선형 변환 빼기 1의 계수이다. 만약 {\displaystyle K}의 표수가 2가 아니라면 딕슨 불변량은 다음과 같이 행렬식으로 주어진다.
{\displaystyle D(x)=(-1)^{\det(u\mapsto xu\alpha (x)^{-1})}}
핀 군의, 딕슨 불변량이 0인 정규 부분군은 스핀 군과 같다.
{\displaystyle \operatorname {Spin} (V,Q;K)=\ker D=\{x\in \operatorname {Pin} (V,Q;K)\colon D(x)=0\}}

### 갈루아 코호몰로지와의 관계
체 {\displaystyle K} 위의 유한 차원 벡터 공간 {\displaystyle V} 위의 비퇴화 이차 형식 {\displaystyle Q}에 대하여, 짧은 완전열
{\displaystyle 1\to \mu _{2}(K^{\operatorname {sep} })\to \operatorname {Pin} (V,Q;K^{\operatorname {sep} })\to \operatorname {O} (V,Q;K^{\operatorname {sep} })\to 1}
에서 뱀 보조정리로 유도되는, 군 코호몰로지 {\displaystyle \operatorname {H} ^{\bullet }(\operatorname {Gal} (K^{\operatorname {sep} }/K);-)}의 긴 완전열을 생각해 보자. (비아벨 군의 2차 이상 코호몰로지는 정의되지 않으므로, 이는 2차 코호몰로지에서 끝난다.) 이 긴 완전열은 다음과 같다.
{\displaystyle 1\to \mu _{2}(K)\to \operatorname {Pin} (V,Q;K)\to \operatorname {O} (V,Q;K)\to K^{\times }/(K^{\times })^{2}\to \operatorname {H} ^{1}(\operatorname {Gal} (K^{\operatorname {sep} }/K);\operatorname {Pin} (V,Q;-))\to \operatorname {H} ^{1}(\operatorname {Gal} (K^{\operatorname {sep} }/K);\operatorname {O} (V,Q;-))\to \operatorname {H} ^{2}(\operatorname {Gal} (K^{\operatorname {sep} }/K);\mu _{2}(-))}
여기서 0차 갈루아 코호몰로지
{\displaystyle \operatorname {H} ^{0}(\operatorname {Gal} (K^{\operatorname {sep} }/K);\operatorname {Pin} (V,Q;-))=\operatorname {Pin} (V,Q;K)}
등은 단순히 {\displaystyle K} 계수의 유리점들의 군이며, 1차 갈루아 코호몰로지
{\displaystyle \operatorname {H} ^{1}(\operatorname {Gal} (K^{\operatorname {sep} }/K);\mu _{2}(-))\cong K^{\times }/(K^{\times })^{2}}
는 제곱 유군이며, 연결 사상 {\displaystyle \operatorname {O} (V,Q;K)\to K^{\times }/(K^{\times })^{2}}는 스피너 노름이 된다.

## 같이 보기
- 클리퍼드 대수